# Montargano
Montargano is een plaats (frazione) in de Italiaanse gemeente Mascali.